# Apple III
Apple III (APPLE III) је професионални рачунар фирме Епл (Apple) који је почео да се производи у САД током 1980. године.
Користио је MOS 6502A микропроцесорску јединицу а RAM меморија рачунара је имала капацитет од 128 KB (до 512 KB).
Као оперативни систем кориштен је SOS.
Био је предвиђен као насљедник Apple II серије рачунара, али је због низа погрешних одлука приликом дизајна завршио као неуспјех. Развој рачунара је почео 1978. године под кодним именом Сара, по кћерки доктора Вендела Сандера (Wendell Sander). Први пут је представљен 1980, али је морао бити повучен због разних проблема. Његова производња је престала 1984.

## Детаљни подаци
Детаљнији подаци о рачунару Apple III су дати у табели испод.
|                       |                                                                   |
| [ 1 ]                 |                                                                   |
| Произвођач            | Епл                                                               |
| Тип                   | професионални рачунар                                             |
| Меморија              | 128 (до 512 )                                                     |
| Поријекло             | Сједињене Америчке Државе                                         |
| Година                | 1980                                                              |
| Тастатура             | пун помак, 74 тастера са нумеричком тастатуром                    |
| Процесор              |                                                                   |
| Фреквенција процесора | 2                                                                 |
| RAM                   | 128 (до 512 )                                                     |
| ROM                   | 16                                                                |
| Текст                 | 40 или 80 знакова x 24 линија                                     |
| Графика               | 40 x 40-48 (16 col), 280 x 160-192 (6 col), 560 x 160-192 (2 col) |
| Боја                  | 16 највише                                                        |
| Звук                  | један канал 7 октава                                              |
| Димензије             | 44,4 (ширина) x 46,2 (дубина) x 12,2 (висина)                     |
| Портови               |                                                                   |
| Оперативни систем     |                                                                   |